# Saison 2004-2005 du FC Sochaux-Montbéliard
Chronologie
Saison précédente Saison suivante
La saison 2004-2005 du FC Sochaux-Montbéliard est la 57e saison du club en Ligue 1.

## Résultats en compétitions nationales
- Ligue 1 : 10e avec 50 points, 9e attaque avec 42 buts marqués, 8e défense avec 41 buts encaissés, 11e à domicile (33 pts), 8e à l'extérieur (17 pts)
- Coupe de France: élimination en 1/4 de finale par le Nîmes Olympique
- Coupe de la Ligue: élimination en 1/8 de finale par le SM Caen

## Résultats en compétitions européennes
- Coupe UEFA: élimination en 1/16 de finale par l'Olympiakos

## Transferts

### Mercato d'été
| Nom                | Nationalité sportive | Contrat        | Provenance/Destination |
| Arrivées           |                      |                |                        |
| Lionel Potillon    | France               | ?              | Paris SG               |
| Romain Pitau       | France               | ?              | OGC Nice               |
| Araujo Ilan        | Brésil               | ?              | Atlético Paranaense    |
| Basile De Carvalho | Sénégal              | Retour de prêt | CS Sedan-Ardennes      |
| Kamel Chafni       | France               | Retour de prêt | Besançon RC            |
| Départs            |                      |                |                        |
| Benoît Pedretti    | France               | Transfert      | Olympique de Marseille |
| Pierre-Alain Frau  | France               | Transfert      | Olympique lyonnais     |
| Philippe Raschke   | France               | Fin de contrat | Retraite sportive      |
| Mickaël Pagis      | France               | Transfert      | RC Strasbourg          |
| Kamel Chafni       | France               | Prêt           | LB Châteauroux         |
| Julien Ielsch      | France               | Transfert      | Neuchâtel Xamax        |
| Virgile Boumelaha  | ?                    | Transfert      | VfB Stuttgart          |
| Maxence Flachez    | France               | Transfert      | EA Guingamp            |

### Mercato d'hiver
| Nom                 | Nationalité | Contrat                 | Provenance/Destination |
| Arrivées            |             |                         |                        |
| -                   | -           | -                       | -                      |
| Départs             |             |                         |                        |
| Basile De Carvalho  | Sénégal     | Prêt (6 mois avec O.A.) | Stade Brestois         |
| Mohamed Kader Toure | Togo        | ?                       | Servette FC            |